# Agrypnus murinus
Agrypnus murinus (Linnaeus, 1758) è un coleottero che appartiene alla famiglia Elateridae.

## Descrizione

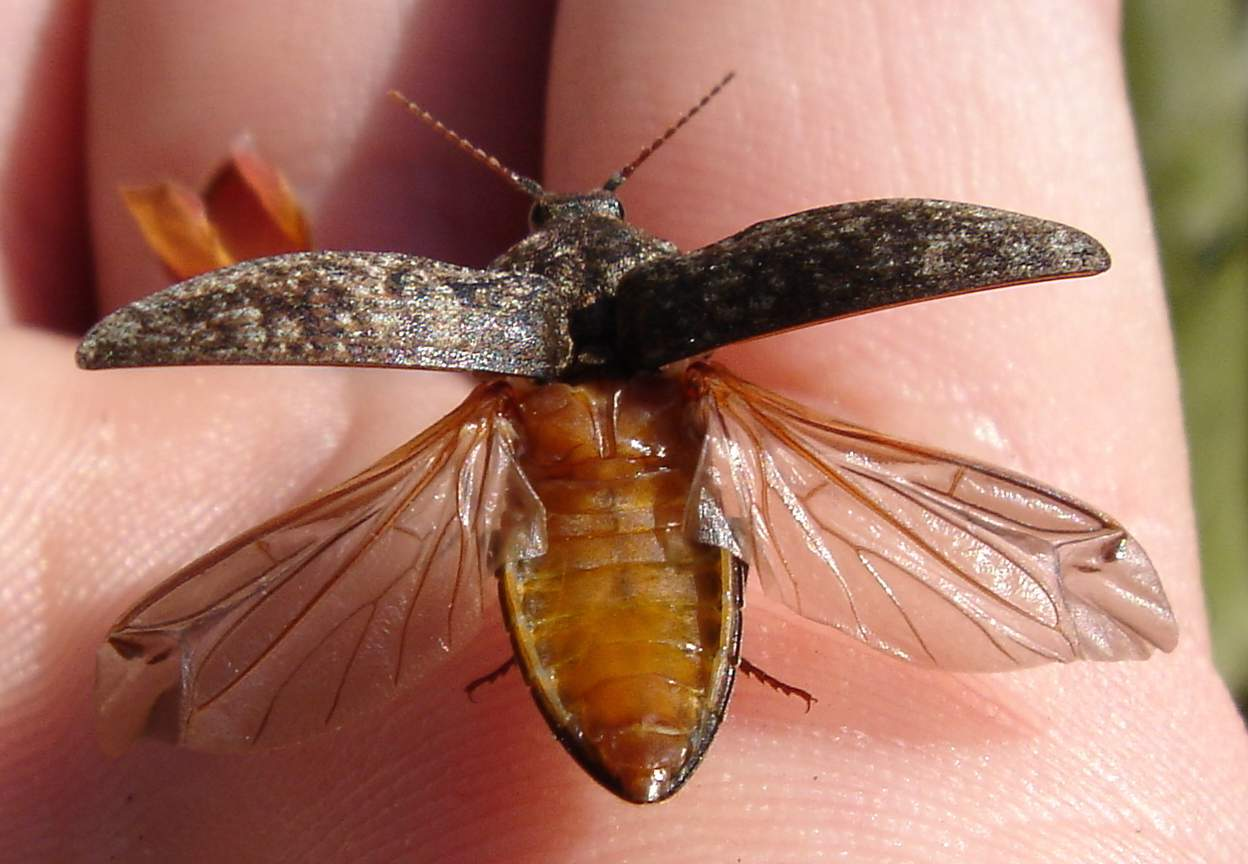

Agrypnus murinus ha il corpo omogeneo, allungato e schiacciato.
In età adulta può crescere fino ad arrivare ad una lunghezza di 17 millimetri.
Riesce a raddrizzarsi quando è capovolta grazie a un dispositivo a scatto tra il torace e l'addome che le permette di compiere dei salti. Questo dispositivo è anche utilizzato per confondere i predatori in caso di attacco.

## Alimentazione
Si nutre principalmente di piante, in particolare di latifoglie.

## Distribuzione e habitat
Si trova in tutto il mondo.